# 보법 (말)
보법(步法) 또는 발진(發進)이란 말을 특정한 보조로 나아가게 하는 것을 말한다. 
즉, 정지 상태에 있는 말을 평보, 속보, 구보 등의 걸음으로 출발하게 만들거나 평보하고 있는 말을 속보나 구보로, 속보하고 있는 말을 구보로, 구보하고 있는 말을 습보로 등등 현재 상태보다 빠른 걸음으로 보조를 변환시키는 것을 말한다. 

## 보법 목록
- 평보(平步): 천천히 걷는 것. 보통 걸음.
- 속보(速步): 평보에서 시작해 마체가 풀리면 조금 강도를 올려 빠르게 걷는 것
- 구보(驅步): 천천히 달리는 것으로 속보보다 한 단계 강한 것이다. 조금 빨리 달리면 강구보라고 한다.
- 습보(襲步): 구보에서 강구보까지 끝나면 실제 경주처럼 전력으로 달리는 것. 습보를 많이 했다면 강하게 훈련시킨 것이므로 실제 경주에서 조교자의 승부 의지를 읽을 수 있다.